# Джантар-Мантар (Делі)
Янтра-Мантра або Джантар-Мантар — стародавня астрономічна обсерваторія, розташована на території сучасного району Нью-Делі міста Делі. Вона містить 13 архітектурних астрономічних інструментів, головним з яких є янтра-мантра. Обсерваторія була збудована джайпурським магараджею Джай Сінґхом II починаючи з 1724 року, та була однією з п'яти, збудованих ним на замовлення могольського імператора Мухаммад Шаха з метою уточнення календаря та астрономічних таблиць. Зокрема призначенням обсерваторії було спостереження руху Сонця, Місяця і планет та астрологічні передбачення.